# Авиньон-Нор (кантон)
Авиньо́н-Нор (фр. Avignon-Nord) — упразднённый кантон во Франции, находился в регионе Прованс — Альпы — Лазурный Берег. Департамент кантона — Воклюз. Входил в состав округа Авиньон. Население кантона на 2006 год составляло 36299 человек. Всего в кантон Авиньон-Нор входило 2 коммуны, главной коммуной являлся Авиньон.

## Коммуны кантона
| Коммуна   | Население | Почтовый индекс | Код INSEE |
| --------- | --------- | --------------- | --------- |
| Авиньон * | 17.434    | 84000           | 84007     |
| Ле-Понте  | 15.594    | 84130           | 84092     |

С 29 марта 2015 года кантон упразднён декретом 25 февраля 2014, коммуна Ле-Понте стала административным центром вновь созданного кантона Ле-Понте.						